# Xin'an Zhen (köping i Kina)
Xin'an Zhen (kinesiska: 新安, 新安镇) är en köping i Kina. Den ligger i provinsen Yunnan, i den sydvästra delen av landet, omkring 200 kilometer sydväst om provinshuvudstaden Kunming.
Genomsnittlig årsnederbörd är 1 128 millimeter. Den regnigaste månaden är juli, med i genomsnitt 226 mm nederbörd, och den torraste är februari, med 9 mm nederbörd.